# Liste von Kraftwerken in Ungarn
Die Kraftwerke in Ungarn werden sowohl auf einer Karte als auch in Tabellen (mit Kennzahlen) dargestellt. Die Liste ist nicht vollständig.

## Installierte Leistung und Jahreserzeugung
Im Jahr 2016 lag Ungarn bzgl. der installierten Leistung mit 8,639 GW an Stelle 67 und bzgl. der jährlichen Erzeugung mit 30,22 Mrd. kWh an Stelle 64 in der Welt. Der Elektrifizierungsgrad lag 2016 bei 100 %. Ungarn war 2016 ein Nettoimporteur von Elektrizität; es exportierte 5,24 Mrd. kWh und importierte 17,95 Mrd. kWh.

## Karte
| AES |

| Csepel |

| Dunamenti |

| Gönyű |

| Kisköre |

| Mátra |

| Oroszlány |

| Paks |

| Tiszalök |

## Kalorische Kraftwerke
In der Tabelle sind nur Kraftwerke mit einer installierten Leistung > 200 MW aufgeführt.
| Name des Kraftwerks | Inst. Leistung (MW) | Brennstoff | Status     |
| ------------------- | ------------------- | ---------- | ---------- |
| AES Tisza II        | 900                 | Erdgas     | in Betrieb |
| Csepel              | 403                 | GuD        | in Betrieb |
| Dunamenti II        | 1.290               | Erdgas     | in Betrieb |
| Gönyű               | 433                 | GuD        | in Betrieb |
| Mátra               | 936                 | Braunkohle | in Betrieb |
| Oroszlány           | 240                 | Braunkohle | in Betrieb |

## Kernkraftwerke
Die Kernenergie hatte 2011 einen Anteil von 42 Prozent an der Gesamtstromerzeugung; laut IAEA liegt der Anteil derzeit bei 50,64 % (Stand: Dezember 2019).
| Name | Block | Reaktor- typ | Modell     | Status     | Leistung [MWe] | Leistung [MWe] | Bau- beginn | Erste Netz- synchro- nisation | Kommer- zieller Betrieb (geplant) | Abschal- tung (geplant) | Ein- speisung [TWh] |
| Name | Block | Reaktor- typ | Modell     | Status     | Netto          | Brutto         | Bau- beginn | Erste Netz- synchro- nisation | Kommer- zieller Betrieb (geplant) | Abschal- tung (geplant) | Ein- speisung [TWh] |
| ---- | ----- | ------------ | ---------- | ---------- | -------------- | -------------- | ----------- | ----------------------------- | --------------------------------- | ----------------------- | ------------------- |
| Paks | 1     | PWR          | WWER V-213 | In Betrieb | 479            | 500            | 01.08.1974  | 28.12.1982                    | 10.08.1983                        | –                       | 119,98              |
| Paks | 2     | PWR          | WWER V-213 | In Betrieb | 477            | 500            | 01.08.1974  | 06.10.1984                    | 14.11.1984                        | –                       | 110,60              |
| Paks | 3     | PWR          | WWER V-213 | In Betrieb | 473            | 500            | 01.10.1979  | 28.09.1986                    | 01.12.1986                        | –                       | 109,19              |
| Paks | 4     | PWR          | WWER V-213 | In Betrieb | 473            | 500            | 01.10.1979  | 16.08.1987                    | 01.11.1987                        | –                       | 109,76              |

## Wasserkraftwerke
| Name des Kraftwerks | Inst. Leistung (MW) | Fluss | Status     |
| ------------------- | ------------------- | ----- | ---------- |
| Kisköre             | 28                  | Theiß | in Betrieb |
| Tiszalök            | 13,5                | Theiß | in Betrieb |

## Windenergieanlagen
2018 und unverändert bis Ende 2024 waren in Ungarn Windkraftanlagen mit einer Gesamtleistung von 329 MW in Betrieb. Da Ungarn ein Binnenstaat ist und somit keinen Zugang zum Meer hat, befinden sie sich alle an Land. Sie lieferten 2019 und 2020 etwa 2 % des Strombedarfs, 2021 bis 2024 waren es etwa 1 %.